# Cambyn Dandzan
Cambyn Dandzan (mong. Цамбын Данзан, ur. 29 stycznia 1945) – mongolski biathlonista, olimpijczyk.
Na zimowych igrzyskach olimpijskich w Innsbrucku wziął udział w biathlonowym biegu na 20 kilometrów zajmując 49. miejsce.